# Regeringen Nordli

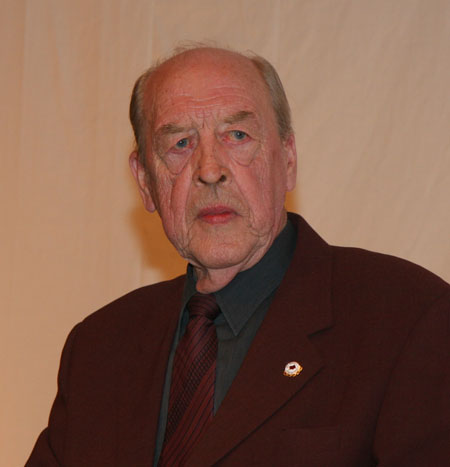
Odvar Nordli, 2007.

Regeringen Nordli var en norsk Arbeiderparti-regering som tillträdde den 15 januari 1976 och satt till 4 februari 1981. Statsminister var Odvar Nordli och utrikesminister var Knut Frydenlund.